# إسلامية (فردوس)
إسلامية (بالفارسية: اسلامیه) هي مدينة تقع في إيران في قسم. يقدر عدد سكانها بـ 5,167 نسمة .